# زانکت رادگوند
زانکت رادگوند (به آلمانی: Sankt Radegund) یک منطقهٔ مسکونی در اتریش است که در برونو آم این واقع شده‌است. زانکت رادگوند ۱۷٫۸۸ کیلومتر مربع مساحت دارد ۴۸۰ متر بالاتر از سطح دریا واقع شده‌است.